# Jógvan Sundstein
Jógvan Sundstein (Tórshavn, 25 maggio 1933 – Holbæk, 8 luglio 2024) è stato un politico faroese.

## Biografia
Eletto al parlamento faroese nel 1979, fu presidente del Løgting dal 1980 al 1984 e dal 1988 al 1989. Venne poi nominato primo ministro delle isole Fær Øer nel 1989, rimanendo in carica fino al 1991.